# Superliga de fútbol femenino 2002-03
La Superliga de fútbol 2002-03 fue la XV edición de la Primera División Femenina de España, organizada por la RFEF.
El Athletic Club se hizo con su primer título de su historia.

## Clasificación final
| Pos | Equipo              | J  | G  | E | P  | GF  | GC  | PTS |
| --- | ------------------- | -- | -- | - | -- | --- | --- | --- |
| 1   | Athletic Club       | 22 | 17 | 4 | 1  | 89  | 17  | 55  |
| 2   | Levante UD          | 22 | 18 | 1 | 3  | 100 | 11  | 55  |
| 3   | CF Puebla           | 22 | 14 | 4 | 4  | 83  | 35  | 46  |
| 4   | CE Sabadell FC      | 22 | 13 | 3 | 6  | 75  | 38  | 42  |
| 5   | CFF Estudiantes     | 22 | 12 | 2 | 8  | 63  | 41  | 38  |
| 6   | AD Torrejón CF      | 22 | 11 | 5 | 6  | 52  | 41  | 38  |
| 7   | RCD Espanyol        | 22 | 10 | 5 | 7  | 67  | 44  | 35  |
| 8   | Oviedo Moderno      | 22 | 5  | 3 | 14 | 21  | 52  | 18  |
| 9   | CD Híspalis         | 22 | 5  | 1 | 16 | 36  | 93  | 16  |
| 10  | N. Sra. Belén       | 22 | 5  | 1 | 16 | 30  | 113 | 16  |
| 11  | CF Pozuelo          | 22 | 3  | 3 | 16 | 36  | 77  | 12  |
| 12  | Corderex-La Antigua | 22 | 3  | 0 | 19 | 16  | 106 | 9   |

|  | Clasificación para Copa de la UEFA Femenina y la Copa de la Reina |
|  | Clasificación para la Copa de la Reina                            |

### Descensos a Primera Nacional
Esta temporada no se producen descensos. 

### Ascensos a la Superliga
- Rayo Vallecano
- SD Lagunak